# Bagassi
Bagassi est un village et le chef-lieu du département et la commune rurale de Bagassi, dans la province des Balé et la région de la Boucle du Mouhoun au Burkina Faso. En 2019, le dernier recensement général comptabilisait 42 424 habitants,

## Histoire
Louis-Gustave Binger y entre le 19 mai 1888 : « Bangassi [sic], que nous atteignons à cinq heures du soir, est un gros village de 1 000 à 1 500 habitants, tous Bobo-Niéniégué. Les habitants m'ont paru avoir quelque aisance. Ce village a des cultures très étendues et un beau troupeau de bœufs (environ 300). Cette région est très pauvre en eau, il n'y a pas de ruisseau ni de rivière, on prend l'eau dans de nombreux puits situés quelquefois à près d'un kilomètre des villages. A Bangassi, pendant toute la nuit les femmes ne font que puiser et porter de l'eau ; il est difficile de goûter le repos dans ce village : aussi, vers deux heures du matin, mes hommes, renonçant au sommeil, me prient de les faire partir », ce qu'il fait effectivement le lendemain.

## Économie
L'économie de la ville profite également de la gare de Bagassi sur la ligne de chemin de fer reliant Ouagadougou à Abidjan.

## Éducation et santé
La commune accueille un centre de santé et de promotion sociale (CSPS).